# Gerardo Della Porta
Gerardo Della Porta, ovvero Gerardo di Potenza (Piacenza, ... – Potenza, 30 ottobre 1119), fu vescovo di Potenza dal 1111 al 1119, è venerato come santo dalla Chiesa cattolica ed è il patrono della città di Potenza.

## La vita

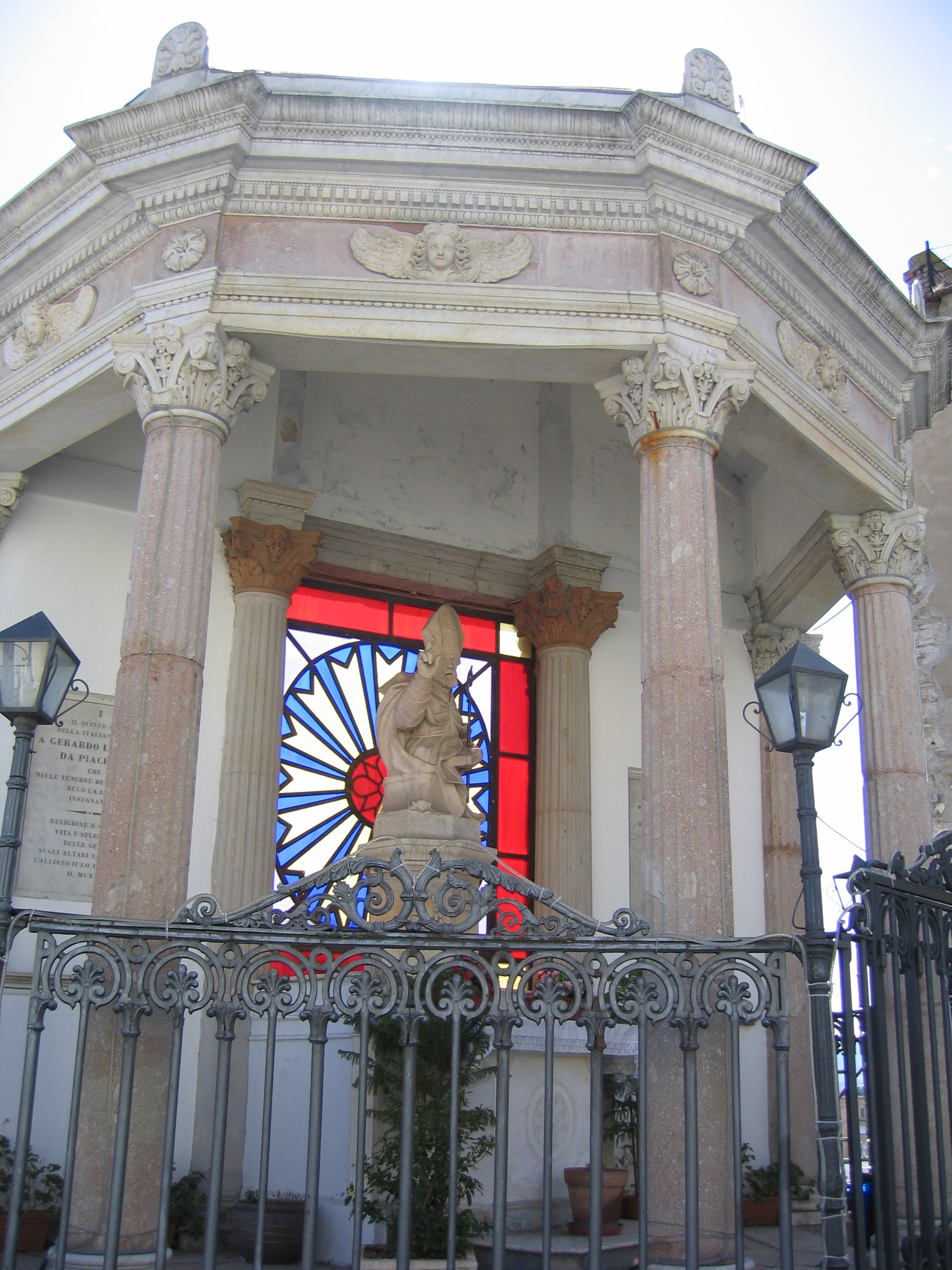
Tempietto di "San Gerardo di marmo" - statua attribuita a Michele ed Antonio Busciolano

Nato a Piacenza da una famiglia di nobili origini (i marchesi Della Porta), Gerardo si diresse verso l'Italia meridionale forse alla volta dei luoghi santi, ma giunto a Potenza decise di dedicarsi alla vita apostolica. Fu tale il suo impegno che andò a svolgere il ruolo di vescovo della città, carica vacante dal 1099, data della morte del precedente vescovo, anche lui di nome Gerardo. Fu proclamato vescovo ad Acerenza nel 1111 e portò la Chiesa avanti per otto anni. 
Le sue reliquie sono riposte in un sarcofago nel Duomo di Potenza.

## Il culto
A solo un anno dalla morte, nel 1120, papa Callisto II lo proclamò santo viva voce; immediatamente la popolazione potentina iniziò a venerare il santo. 
L'arciprete Francesco Giambrocono ricorda nel 1887, in occasione del Giubileo indetto da Leone XIII, che Gerardo diffuse fra tutta la popolazione la conoscenza e la sapienza e contribuì ad aumentare l'istruzione a tutto il popolo, spalancando le porte della conoscenza custodite dal clero a tutti i potentini.
Il santo viene onorato principalmente il 30 maggio, ossia il giorno della traslazione delle sue reliquie, ma anche il 30 ottobre, giorno della sua morte. 

### Miracoli
Nella tradizione popolare della città di Potenza è principalmente ricordato per l'episodio della cacciata dei Turchi: secondo la leggenda la città fu attaccata, durante il medioevo, da un esercito di turchi, che fu scacciato grazie all'intercessione miracolosa del vescovo Gerardo. Tale evento è privo di storicità ed il racconto della vicenda è probabilmente frutto di una rielaborazione popolare di diversi avvenimenti storici di epoche differenti. L'evento narrato nella leggenda è ricordato nella sfilata dei turchi che si tiene il 29 maggio di ogni anno a Potenza.
Nel luogo in cui secondo la leggenda avvenne il miracolo è stato edificato un tempietto con una statua del santo, popolarmente conosciuto come "San Gerardo di marmo", realizzato nel 1865 dagli scultori potentini Michele e Antonio Busciolano.
Secondo il vescovo di Potenza Tiberio Durante altri furono i miracoli del Santo non celebrati dalla memoria popolare: a Gerardo sarebbe attribuita la trasmutazione dell'acqua in vino, la guarigione di ammalati dalla cecità, dalle paralisi, dalla sordità e dal mutismo.